# Деніз Їлмаз
Деніз Їлмаз (нім. Deniz Yılmaz, нар. 26 лютого 1988, Новий Ульм) — азербайджанський футболіст, нападник клубу «Бурсаспор» та національної збірної Азербайджану. Грав за молодіжну збірну Туреччини.

## Клубна кар'єра
Народився у баварському місті Новий Ульм у родині турецьких імігрантів. У дорослому футболі дебютував 2005 року виступами за другу команду мюнхенської «Баварії», в якій провів шість сезонів, взявши участь у 115 матчах чемпіонату. Так й не отримавши шансу зіграти за головну команду «Баварії», 2011 року перейшов до клубу «Майнц 05», де також здебильшого грав за команду дублерів. Відіграв за головну команду клубу з Майнца лише у двох іграх німецької першості.
2012 року був відданий в оренду до команди другої Бундесліги «Падерборн 07», а ще за рік, у 2013, перебрався до Туреччини, уклавши контракт з «Елязигспором».
До складу «Трабзонспора» приєднався влітку 2014 року.

## Виступи за збірні
2003 року дебютував у складі юнацької збірної Туреччини, взяв участь у 45 іграх на юнацькому рівні за команди різних вікових категорій, відзначившись 14 забитими голами.
Протягом 2007–2010 років  залучався до складу молодіжної збірної Туреччини. На молодіжному рівні зіграв у 8 офіційних матчах, забив 2 голи.

## Титули і досягнення
- Чемпіон Європи (U-17): 2005